# Собор Сент-Мері (Сідней)
Сіднейський собор Сент-Мері (св. Марії) (англ. St Mary's Cathedral, Sydney) — католицький храм в австралійському місті Сіднеї, кафедральний собор Сіднейської архієпархії-митрополії, очолюваної кардиналом Джорджем Пеллом; це один з п'яти австралійських соборів, що носять почесний статус «малої базиліки» (статус присвоєно в 1930 році Папою Пієм XI, визнаний «національною святинею». Це найбільш містка, хоча й не найвища церква країни. У 2008 році собор став осередком заходів Всесвітнього дня католицької молоді, в який храм відвідав Папа Бенедикт XVI.

## Опис
Сіднейський собор святої Марії (Сент-Мері) є втіленням масштабного проекту англо-австралійського зодчого Вільяма Ворделла в неоготичному стилі. Довжина храму — 107 м, ширина нави — 24,3 м, висота нави до стелі — 22,5 м, висота вежі над середхрестям — 46,3 м, висота башт південного фасаду — 74,6 м.

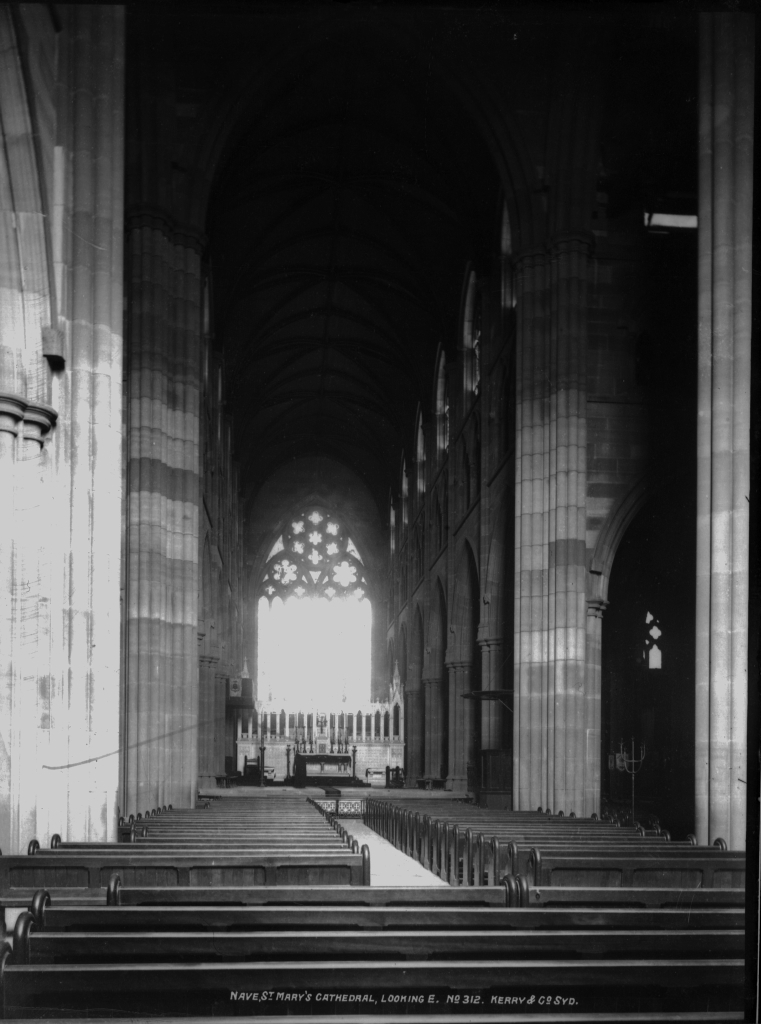
Нава Сіднейського собору, світлина бл. 1900

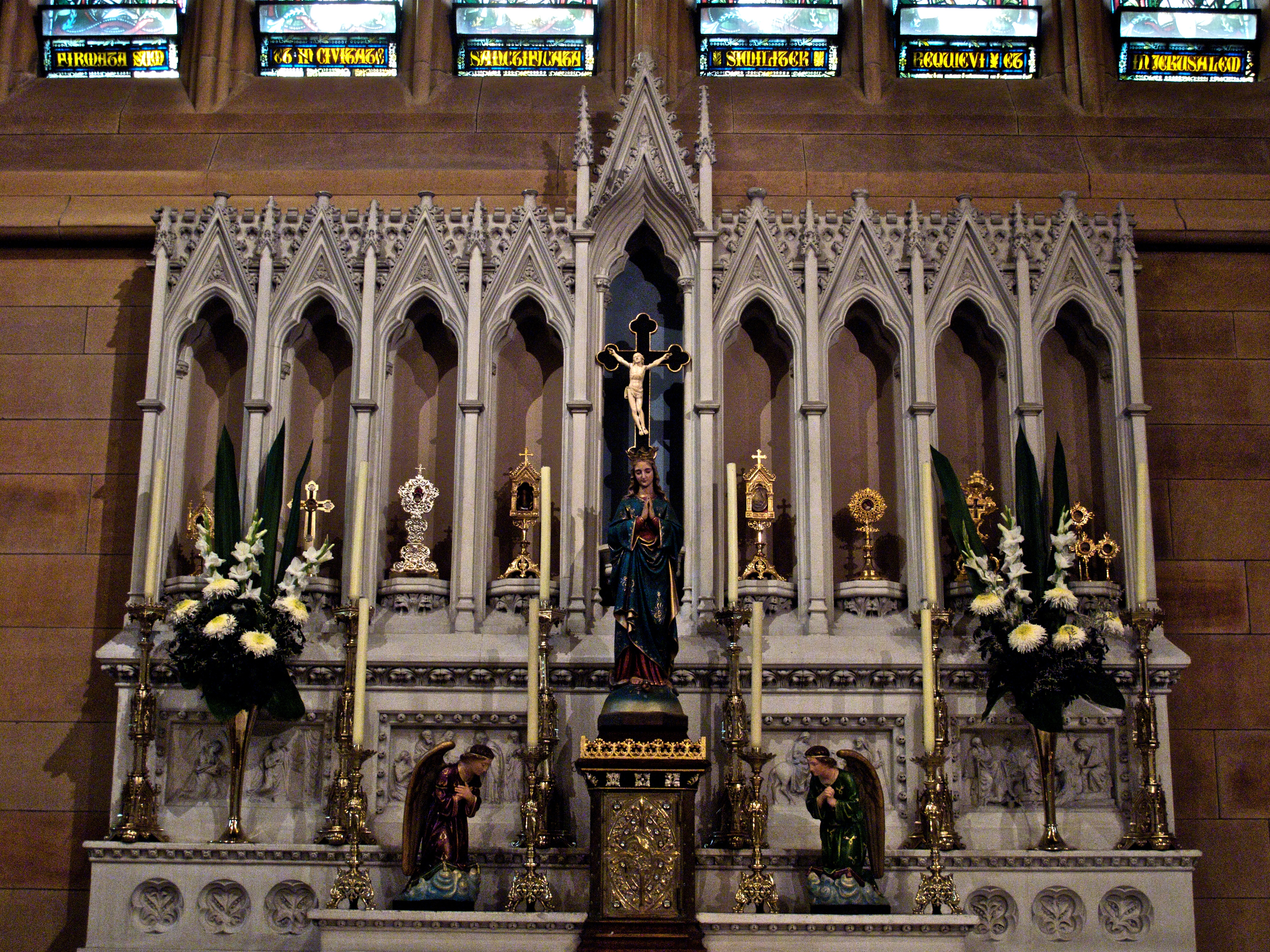
Вівтар Богоматері

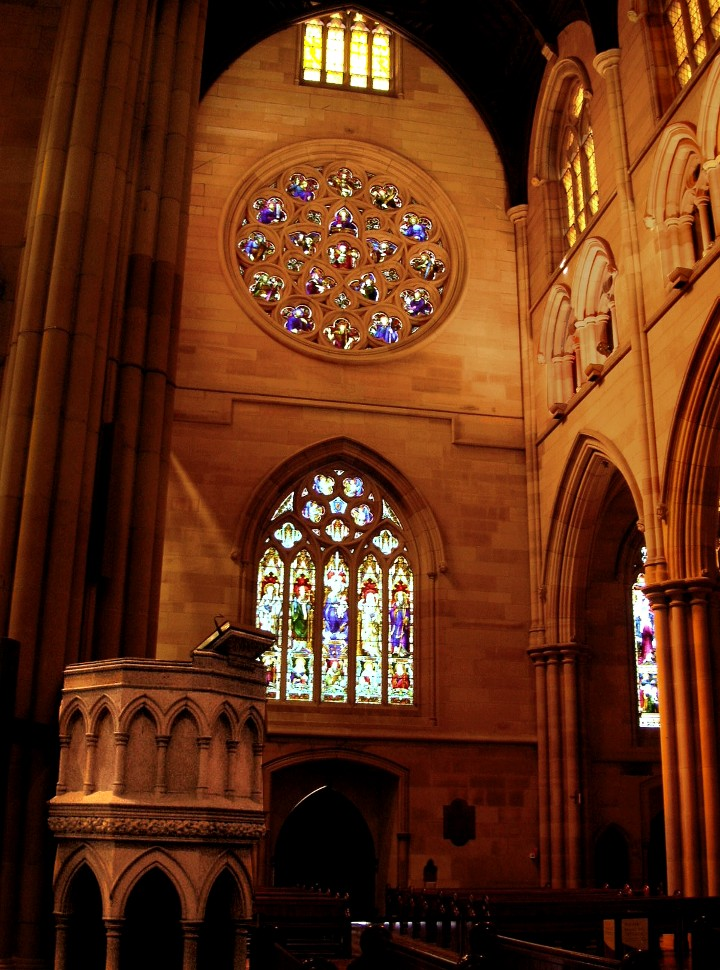
Трансепт собору

Розробляючи свій проект, Ворделл взяв за взірець еталон англійської готики собор у Лінкольні, втім творчо переробивши його. У порівнянні із середньовічними англійськими культовими спорудами в Сіднейському соборі зроблено акцент на протяжність будівлі, а не на ширину головного фасаду, що ріднить його з готичними соборами Франції. Інша особливість собору Сент-Мері в Сіднеї — його орієнтування з південного на північній бік, замість традиційного для християнських храмів розташування захід-схід. Це пояснюється тим, що Ворделлу довелося вписувати свою гігантську споруду в реальний масштаб ділянки, що поставило його перед дилемою: або звести собор менших розмірів, або, зберігши масштабність будівлі, переорієнтувати вівтар на північ. Не бажаючи відмовлятися від своїх задумів, архітектор обрав другий, відтак нетрадиційний варіант, що призвело до того, що світло в собор проникає лише через три вікна у північній частині будівлі, внаслідок чого в інтер'єрі храму панує напівтемрява. Натомість уранці Сіднейський собор буквально залитий теплим сонячним світлом з чотирнадцяти високих стрілчастих вікон східної сторони. Цей ефект повторюється знову — опісля опівдня, коли сонце проникає через вікна західної частини собору.
Собор побудований з місцевого каменю — пірмонтського пісковика світло-коричневого кольору. Його неоготичне оздоблення відтворює архітектуру великих середньовічних соборів Європи. Над покрівлею здіймаються тонкі башточки, пінаклі і водостоки-гаргулі, вікна та портали обрамлені витонченими стрілчастими арками, площину головного (північного) фасаду прикрашають статуї святих.
Увагу кожного, хто входить до собору привертає велика кількість яскравих вітражів, виготовлених у 1881 році у майстернях англійського Бірмінгема. Багатокольоровий вітраж північного вікна-розети присвячений біблійному сюжету «увінчання Діви Марії небесною славою». У вікнах нави розміщені вітражі зі сценами з Нового Заповіту; вітражі перших чотирьох вікон розповідають про історію будівництва Сіднейського собору від моменту заснування першої каплиці. Вікна-розети в західній і східній частинах трансепта присвячені біблійним сюжетам Старого і Нового заповіту: у першому зображений Адам зі старозаповітними пророками і патріархами, у другому — Христос з Іваном Хрестителем, апостолами та євангелістами. Вітраж південного вікна-розети символізує Церкву й зображує святого Петра і шістнадцять римських Пап.
Головний вівтар храму і вівтарі в капелах Найсвятішого Серця, Святого Йосипа, Богоматері і Святого Петра створені за малюнками Ворделла з новозеландського каменю оамару. Вівтар у капелі Ірландських святих — пізніший, був виготовлений з італійського мармуру. Італійський (каррарський) мармур послужив матеріалом і для копії знаменитої скульптурної композиції Мікеланджело «П'єта», встановленої у 1971 році в західному трансепті Сіднейського собору. З італійського мармуру, відомого як «королівський сієнський», виготовлена і хрещальна купіль, що зберігається в баптистерії, вхід у який розташований у східній частині нави.
Гордістю собору є також мозаїчні долівки — їх можна бачити у вівтарній частині, капелах, баптистерії і підземному поверсі-крипті, де розташовані гробниці архієпископів Сіднея і священика Джона Террі, засновника Сіднейського собору. Яскрава кольорова підлога в крипті є видатним зразком мозаїки «терраццо».

## Історія
Найбільше місто Австралії Сідней був заснований у 1788 році як колонія для засланих з Британських островів злочинців. З-поміж них було чимало ірландців, чимало ірландців було і серед солдатів Сіднейського гарнізону, відтак са́ме вихідці з Ірландії стали ядром католицької громади Сіднея, керувати якою незабаром приїхали священики Джон Террі і Філіп Коннолі. А 1821 року отець Террі і тодішній губернатор Сіднея Лачлен Макквайр заклали наріжний камінь у фундамент каплиці Сент-Мері — побудована поблизу бараків, де жили засланці, вона являла собою невелику муровану культову споруду в неоготичному стилі.
Коли в 1835 році до Сіднея прибув перший єпископ Нової Голландії (тодішня назва Австралії) Джон Полдінг, скромна каплиця для релігійних потреб засланців неочікувано дістала високий статус кафедрального собору. Було це в час, коли Сідней із невеликого поселення стрімко перетворювався на процвітаюче портове місто, відтак до середини XIX століття стара непоказна каплиця вже не відповідала ані своєму статусу собору та новому вигляду міста, ані потребам зрослої католицької громади, відтак у 1851 році англійський архітектор Огастус Волбі П'юджин, майстер неоготики, розробив проект перебудови і розширення культової споруди. Реконструйований за його проектом собор, однак, проіснував недовго — 29 червня 1865 року він згорів у пожежі.

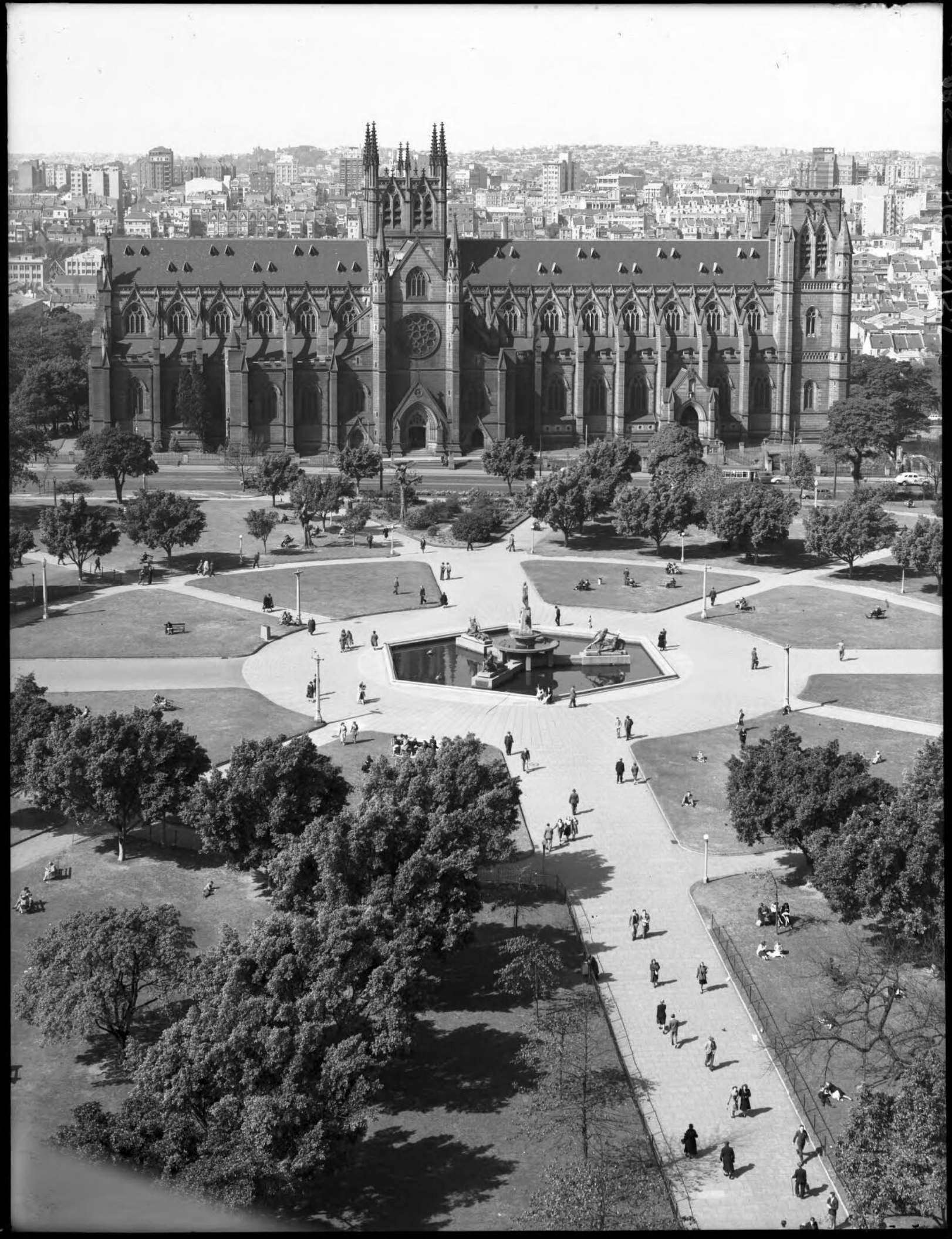
Гайд-Парк і Сіднейській собор на світлині 1940-х

У 1868 році архієпископ Джон Полдінг благословив наріжний камінь нового собору, задуманого як найбільший храм Австралії. Проект храму був розроблений англійським архітектором Вільямом Вілкінсоном Ворделлом (1823—1899), учнем П'юджина, таким же пристрасним шанувальником готичної архітектури та членом інтелектуального і художнього гуртка, що склався навколо графа Шрусбері. Залишивши Англію на піку успішної кар'єри й приїхавши в 1858 році в Австралію, Ворделл посів посаду генерального інспектора громадських робіт при уряді штату Вікторія. За його проектами було побудовано декілька великих будинків в Мельбурні, в тому числі й собор Сент-Патрік, у Сіднеї зодчий спорудив будинок коледжу Святого Івана при Сіднейському університеті. Запрошуючи Ворделла для розробки проекту Сіднейського собору, архієпископ Полдінг писав архітектору: "У цьому питанні я залишаю все вам і вашому власному натхненню. Я навіть не буду говорити, що ваша концепція повинна бути обмежена готичним стилем — будь-який план, будь-який стиль, все, що є красивим і великим, — все в наших силах ". Майже всі будівлі Ворделла відрізнялися величезними розмірами, відтак собор Сент-Мері у Сіднеї не став винятком. Причому за первісним задумом архітектора культова споруда мала бути ще грандіознішою, однак реалізацію такого проекту не було здійснено внаслідок браку необхідних фінансових і людських засобів.
Північна секція Сіднейського собору ще в 1882 році була освячена й відкрита для богослужінь. Однак будівничий собору Сент-Мері в Сіднеї так і не побачив своє дітище у всій його красі — він помер у 1899 році, й культову споруду за його проектом добудовувала сіднейська архітектурна фірма «Геннессі & Геннессі».
У 1900 році завершилося будівництво центральної вежі над середхристієм Сіднейського собору, а 1905 року відбулося освячення головного вівтаря собору. Будівельні роботи на цьому не завершилися — зведення центральної нави тривало до 1928 року. Відтак, 2 вересня тодішній архієпископ Сіднея Майкл Келлі урочисто освятив собор. Таким чином, спорудження сіднейського кафедрального собору тривало 60 років, вартість будівництва склала 700 тисяч фунтів стерлінгів.
Високі шпилі, що увінчують південні вежі Сіднейського собору, передбачені ще проектом Ворделла, були споруджені вже в 1998—2000 роках, коли Сідней готувався прийняти Олімпійські ігри.
Тепер сіднейський собор Сент-Мері — це не тільки велика спадщина минулого, а й органічна частина сучасної духовного і культурного життя міста та всієї країни.